# Skjold & Isabel
|  | Denne artikel er oprettet af botten Steenthbot ud fra en ekstern database. Den kan derfor have sproglige fejl eller mangler. Denne skabelon kan fjernes efter kontrol af indholdet. |

Skjold & Isabel er en dansk dokumentarfilm fra 2018 instrueret af Emil Næsby Hansen.

## Handling
Skjold på 17 og Isabel på 18 er hinandens første kærester og første store kærlighed – men nu har de slået op. Over en sommer i København følger vi Skjold og Isabels break-up, ind og ud af dramatiske skænderier og lykkelige øjeblikke i en sårbar og forvirrende tid, hvor de prøver at definere, hvem og hvad de er – sammen og hver for sig, nu hvor de ikke længere er kærester…